# Citronela hrotitá

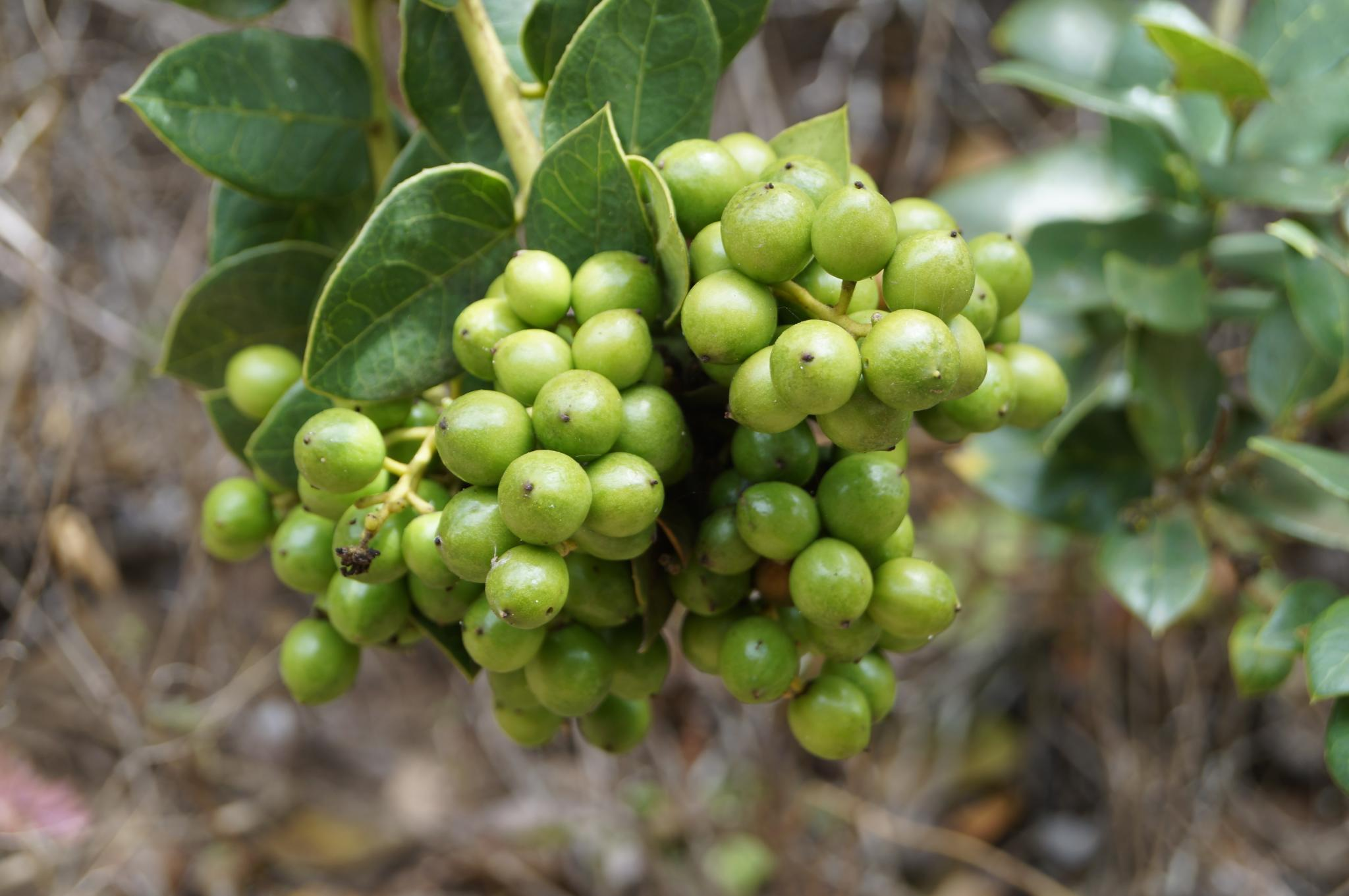
Zrající plody

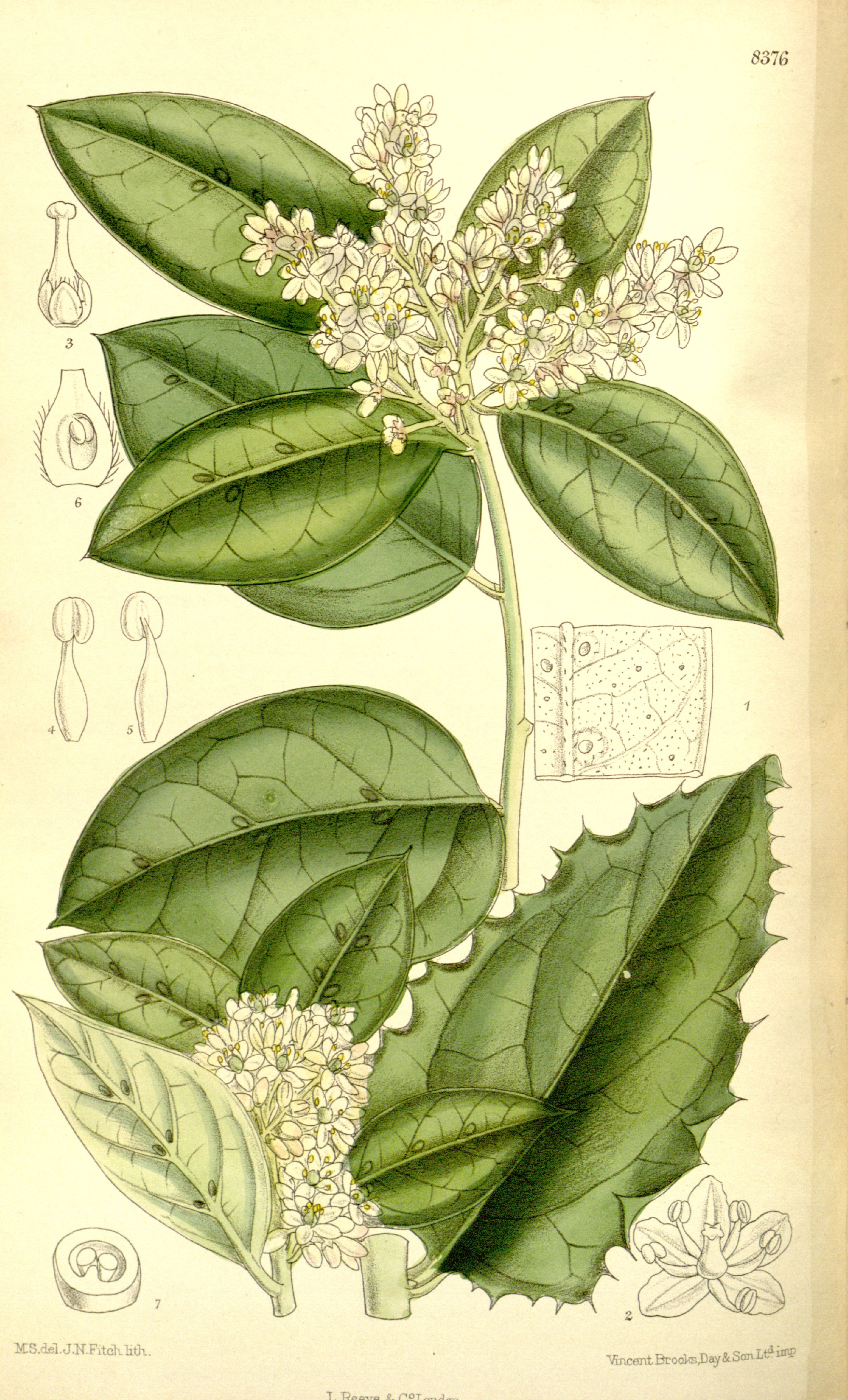
Nákres listů a květenství

Citronela hrotitá (Citronella mucronata) je stálezelený strom vysoký okolo 10 m, který pochází z jihoamerického Chile, kde je endemickým druhem rodu citronela. Tento druh se od asi 20 ostatních odlišuje tím, že neroste v tropech, ale v oblasti s mírným podnebím a toleruje teplotu až −8 °C a sněhovou pokrývku trvající po několik týdnů.

## Rozšíření
Citronela hrotitá se fragmentovaně vyskytuje na rozlehlém území, dlouhém od 30° 40' zeměpisné šířky na severu po 40° 30' na jihu a širokém od tichomořského pobřeží až po andské pohoří v nadmořské výšce i 1400 m. Její areál se rozkládá ve střední části Chile v regionech Coquimbo, Valparaíso, Santiago, O’Higgins, Maule, Bío-Bío, Araukánie a Los Lagos.
Její populace, čítající asi 6600 stromů, se vyskytuje nespojitě, v severo-jižně orientované oblasti dlouhé okolo 1100 km. Jednotlivé subpopulace, všechny menší než 1000 stromů, bývají od sebe vzdálené 50 až 120 km. Rostou nejčastěji v národních parcích a jiných chráněných územích, nejvíce jedinců se vyskytuje v regionech Bío-Bío, Maule a Valparaíso.

## Ekologie
Dřevina bývá součástí lesní a křovinné vegetace, která se vyskytuje na strmých andských svazích i v přilehlých roklinách, kde je celoročně téměř konstantní vlhké podnebí, případný přísušek je pouze krátkodobý a nebývá delší než tři měsíce. Vyskytuje se v nadmořské výšce od 500 do 1400 m n. m. V malém počtu roste i v sušších oblastech, tam spadne průměrně sice okolo 600 mm srážek, ale ty bývají koncentrované do zimních měsíců. Nejlépe se jí daří na přistíněném místě, kde je okolní vegetací chráněna před přímým slunečním světlem. Prospívá na strmých svazích obrácených na jih nebo na dnech hlubokých roklí porostlých vysokými stromy. Obvykle se vyskytuje jako izolovaný jedinec nebo v rozptýlených malých skupinkách. Kvete od září do listopadu a plody uzrávají v období od února do května.

## Popis
Stálezelený strom až 12 m vysoký s kmenem o průměru do 1 m a s hrubou, tmavě šedou kůrou. Nové větve jsou jemně chlupaté, později olysávají. Střídavě vyrůstající listy jsou krátce řapíkaté, 4 až 6 cm dlouhé a 3 až 5 cm široké. Jejich silně kožovité, lesklé čepele jsou vejčité nebo oválně podlouhlé, u báze jsou zakulacené, na koncích hrotité, po obvodě celistvé nebo ostnité a na rubové straně jsou mnohem světlejší. Listy mají na spodní straně u střední žilky, v místě připojení řapíku, četná domatia.
Drobné, vonné, žlutavě bílé květy jsou sestaveny ve 4 až 8 cm dlouhých latách vyrůstajících z paždí hořejších listů. Oboupohlavné květy mají kalich tvořený pěti, na bázi částečně srostlými lístky a korunu s pěti volnými, bílými lístky. V květu je dále pět, ke koruně přirostlých tyčinek s prašníky a jedná čnělka s bliznou, svrchní semeník má jedno pouzdro. Opylení květů zajišťuje hmyz.
Plod je kulovitá, ve zralosti tmavě fialová až černá peckovice. Bývá velká asi 12 mm a obsahuje jedinou pecku. Pecka zasazená do vlhké půdě vyklíčí do jednoho roku, je udávána padesátiprocentní úspěšnost. Semenáč zprvu roste velmi pomalu, za rok asi jen 15 cm. Stromy se mohou rozmnožovat i letorosty z mladých jedinců, které obvykle ve vlhké písčité půdě zakoření do tří měsíců.

## Význam
Dřevo stromů většinou sloužilo jako palivo, spalovalo se přímo nebo se z něj vyrábělo dřevěné uhlí. Poměrně málo se používalo na konstrukční práce nebo v truhlářství. V současnosti se téměř netěží, jednak vhodné stromy rostou převážně v chráněných oblastech a ostatek dřevin se zachoval jen na špatně dostupných místech.

## Ohrožení
Ve 20. století byla četná původní stanoviště citronely hrotité zlikvidována a přeměněna na lesní plantáže se stromy s požadovaným kvalitním dřevem. Mnohá místa jejího výskytu zase byla poznamenána masivním odlesňováním pro rozšíření pastvin pro dobytek. Proto dřevina zůstala obvykle jen v polohách hůře přístupných, kde se její vytěžení nevyplatilo.
Vzhledem k rozlehlému areálu výskytu, snadnému rozmnožování, celostátní ochraně druhu a malé pravděpodobnosti hromadné likvidace je citronela hrotitá organizací IUCN hodnocena jako málo dotčený druh (LC).